# بلانش جاردين
بلانش جاردين (بالفرنسية: Blanche Gardin)‏ هي ممثلة فرنسية، ولدت في 3 أبريل 1977 في فرنسا.

## وصلات خارجية
- بلانش جاردين على موقع IMDb (الإنجليزية)
- بلانش جاردين على موقع ألو سيني (الفرنسية)
- بلانش جاردين على موقع ميوزك برينز (الإنجليزية)
- بلانش جاردين على موقع قاعدة بيانات الفيلم (الإنجليزية)
- بلانش جاردين على موقع كينوبويسك (الروسية)